# Roilly
Roilly är en kommun i departementet Côte-d'Or i regionen Bourgogne-Franche-Comté i östra Frankrike. Kommunen ligger i kantonen Précy-sous-Thil som tillhör arrondissementet Montbard. År 2022 hade Roilly 52 invånare.

## Befolkningsutveckling
Antalet invånare i kommunen Roilly
Referens:INSEE